# Upogebia spinidactylus
Upogebia spinidactylus is een tienpotigensoort uit de familie van de Upogebiidae. De wetenschappelijke naam van de soort is voor het eerst geldig gepubliceerd in 2006 door Sakai & Hirano.